# Zoran Arsenić
Zoran Arsenić (Osijek, 2. lipnja 1994.) hrvatski je nogometaš koji trenutačno igra za Raków Częstochowu kao centralni bek.

## Vanjske poveznice
- Profil na 90minut.pll